# Ian Lundin
Ian Henrik Lundin, född 1960, är en svensk ingenjör och företagsledare inom petroleumbranschen. Han är son till Adolf H. Lundin och bror till Lukas H. Lundin.
Lundin tog 1982 en kandidatexamen (B.Sc.) i petroleumteknik vid University of Tulsa. Han arbetade först hos Wintershall AG och började 1984 arbeta inom Lundinföretagen. Han blev 1998 VD i Lundin Oil och 2002 styrelseordförande i Lundin Petroleum.
Ian Lundin blev, tillsammans med VD:n för Lundin Oil, Alex Schneiter, i september 2021 delgiven misstanke om krigsbrott. 21 november 2021 väcktes svenskt åtal för medhjälp till grovt folkrättsbrott i Sudan 1999-2003 mot de båda männen. Rättegången, som är den mest omfattande i Sveriges historia, väntas pågå till 2026 och de åtalade riskerar livstids fängelse. Det är första gången som en svensk företagsledare åtalas för misstänkta krigsförbrytelser. Förundersökningsprotokollet omfattar drygt 80 000 sidor. Enligt åklagaren hade Lundin och kollegan Schneiter avgörande inflytande över Lundin Oils verksamhet i Sudan. Ian Lundin anser att anklagelserna är helt och hållet falska.